# Lvovskoïe N°1
Lvovskoïe no 1 (Львовское № 1) est un village du Daghestan en fédération de Russie dépendant du district de Babayourt situé sur la route Astrakhan-Makhatchkala. Sa population était de 1 262 habitants en 2010.

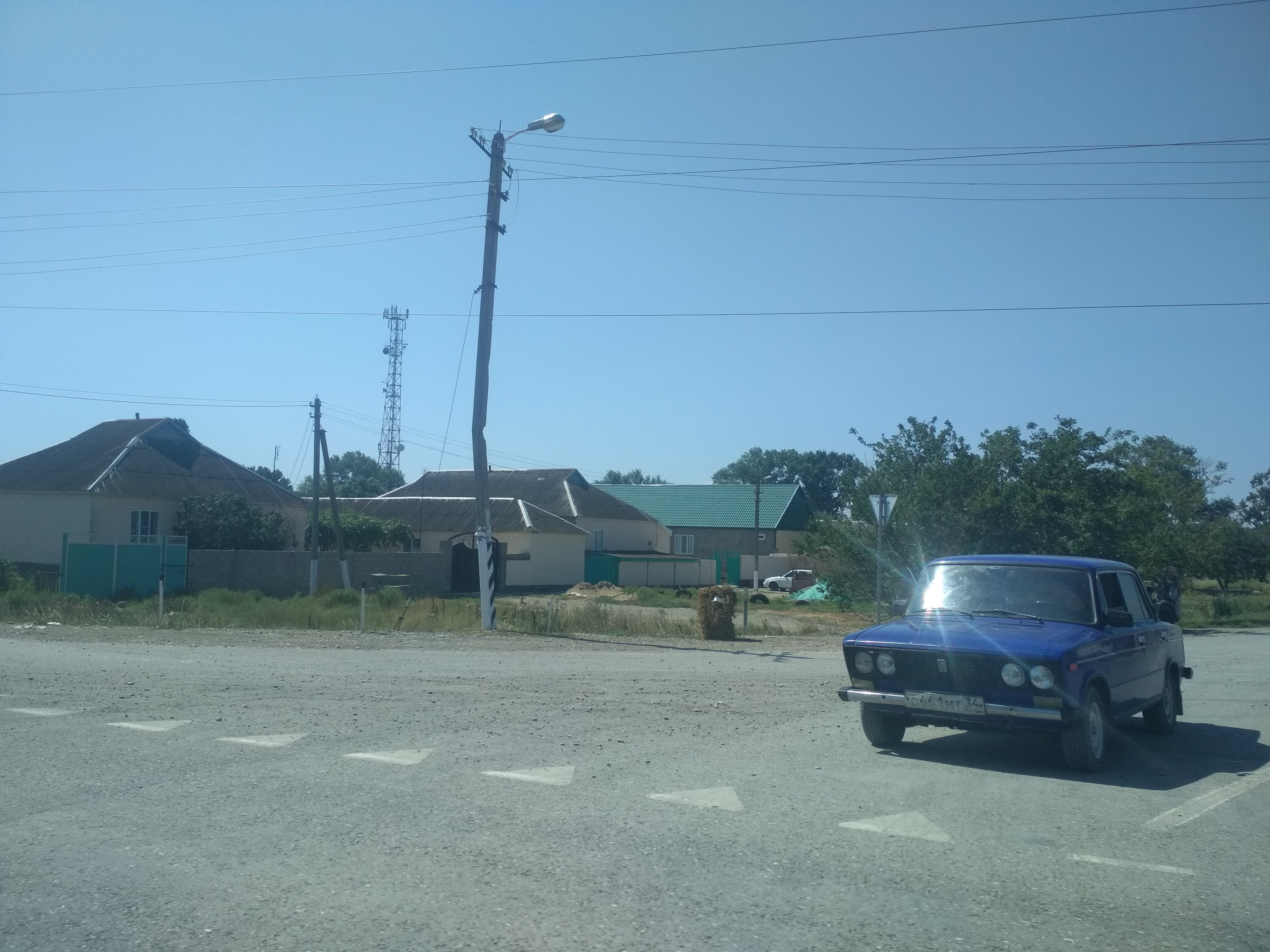
de Lvovskoïe N°1

## Historique
Le village a été fondé en 1900 sous le nom de « colonie no 1 », puis aussitôt après « Vanderloo no 1 », par des paysans allemands mennonites venus du gouvernement de Tauride (actuelle Ukraine), en particulier de Halbstadt. C'est en 1900-1901 qu'ils achètent ces terres aux princes Lvov, afin de fonder et d'exploiter leur colonie agricole. Les paysans reçoivent 1 920 déciatines de terre et la colonie, comme les autres colonies mennonites du Terek, prospère rapidement. Il y a plus de cent-vingt habitants en 1918. L'école, où l'instruction est donnée en langue allemande, est construite en 1907.
Les années 1918 et 1919 voient le destin de ces colons basculer. La région en pleine guerre civile est en proie à des combats de factions opposées et à des razzias et pillages par des Tchétchènes décidés à chasser les « infidèles ». Les habitants de Vanderloo ayant subi des assassinats de la part de ces insurgés sont obligés de fuir leurs maisons incendiées et se réfugient à Khassaviourt ou à Kizliar. Lorsque le pouvoir soviétique remet de l'ordre dans la région en 1921, les Allemands reviennent dans leurs villages de la plaine koumyke.
En 1924, on installe à Vanderloo des Koumyks du village de Kaziyourt qu'ils sont obligés de quitter à cause d'inondations du Soulak. La population du village s'élève à 256 habitants dont 170 mennonites allemands. Les autorités y organisent un kolkhoze du nom de Thälmann au moment de la collectivisation des terres.
Un décret secret du comité central pris le 22 octobre 1941 et ordonné par Staline fait déporter tous les descendants d'Allemands du Daghestan (comme ceux d'autres républiques d'URSS) au Kazakhstan et en Sibérie. Les habitants de Vanderloo en font partie. Tous les autres Koumyks de Kaziyourt viennent s'installer à Vanderloo dans leurs maisons abandonnées en 1943. Vanderloo est renommé en Lvovskoïe no 1.
Les Allemands ont le droit de retourner chez eux dans les années 1960, ce que font une cinquantaine de familles mennonites du Terek, qui louent temporairement des logements chez les Koumyks, mais ils ne peuvent exploiter leurs terres organisées en kolkhoze, ni récupérer leurs maisons. Les autorités locales du Daguestan ne leur apportent aucun soutien. Finalement au bout de quelque temps les familles partent pour l'Ossétie du Nord pour la plupart.

## Population
Selon le recensement de 2010, Lvovskoïe no 1 était peuplé de 1 262 habitants pour la plupart d'origine koumyke et de confession sunnite. La dernière famille d'origine allemande a quitté le village en 1988.

## Économie
Un sovkhoze important spécialisé en riziculture est la principale ressource aujourd'hui du village. Il s'appelle Engels.

## Source
- (ru) Cet article est partiellement ou en totalité issu de l’article de Wikipédia en russe intitulé « Львовское № 1 » (voir la liste des auteurs).